# Kill Your Darlings (single)
Kill Your Darlings is een Engelstalige single van de Belgische band Soulwax uit 1996.
De single bevatte naast de titelsong een Nick Edenetti-versie.
Het nummer verscheen op het album Leave the Story Untold.